# Tetraplodon mnioides
Tetraplodon mnioides là một loài rêu trong họ Splachnaceae. Loài này được (Sw. ex Hedw.) Bruch & Schimp. mô tả khoa học đầu tiên năm 1844.

## Hình ảnh

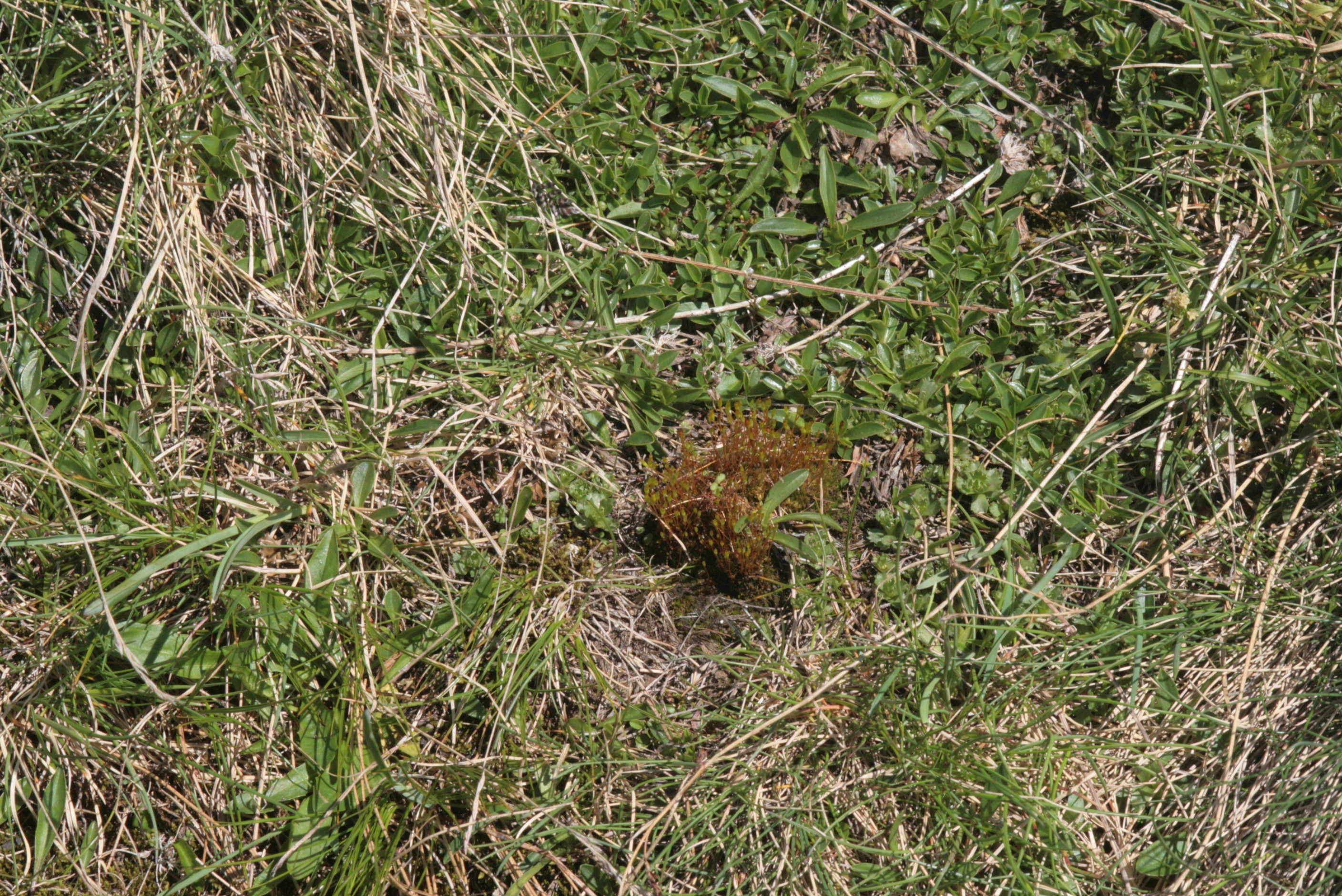
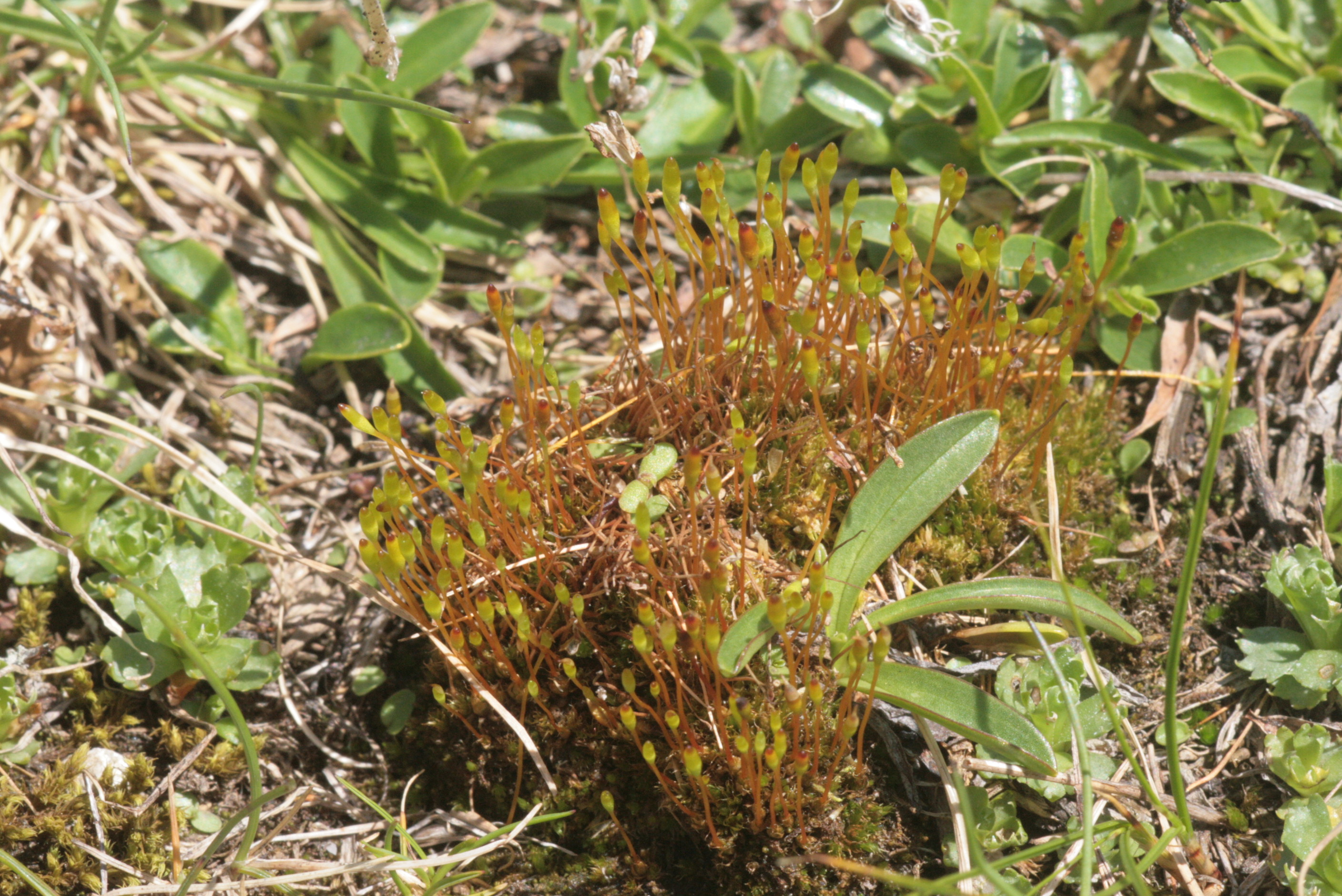
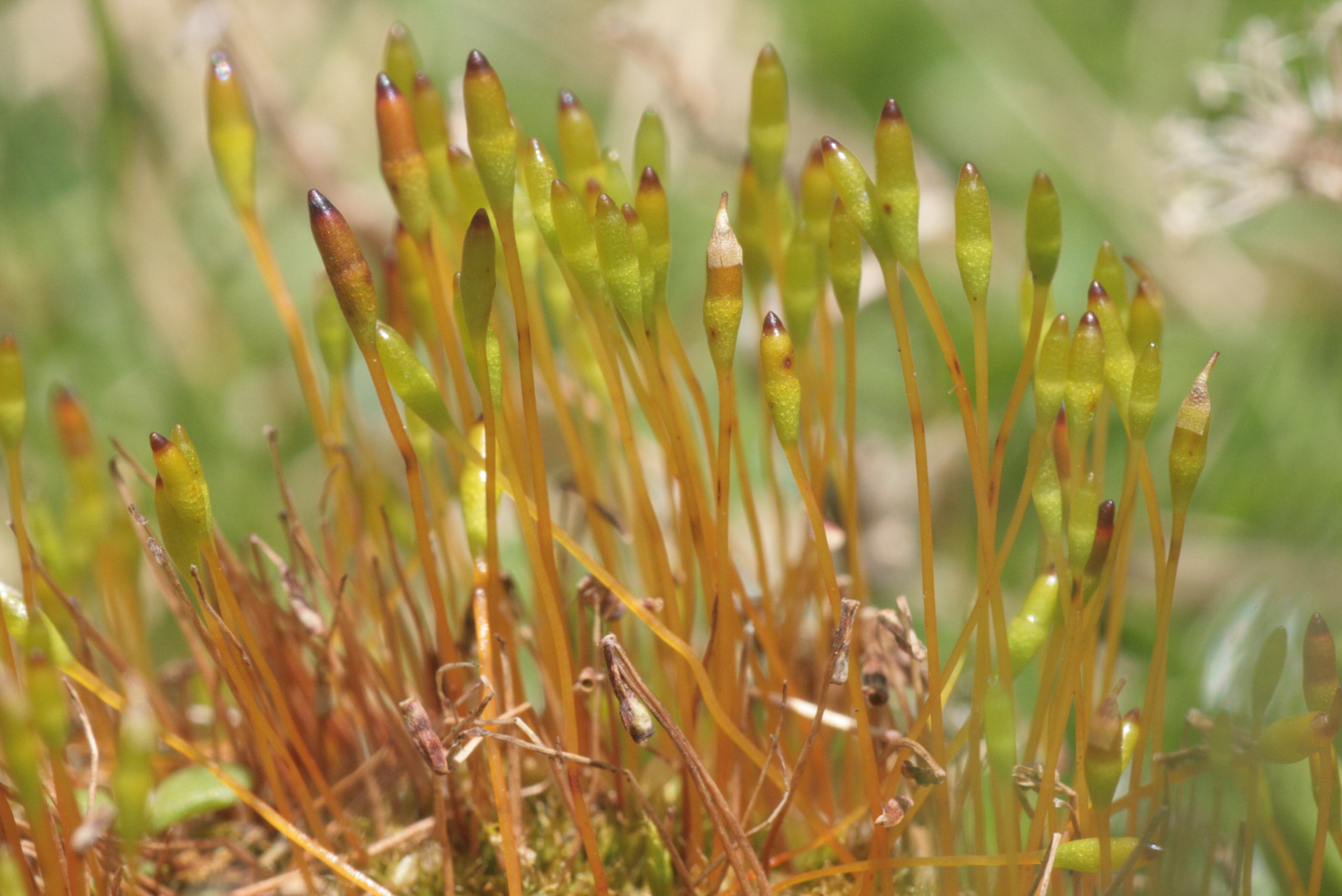
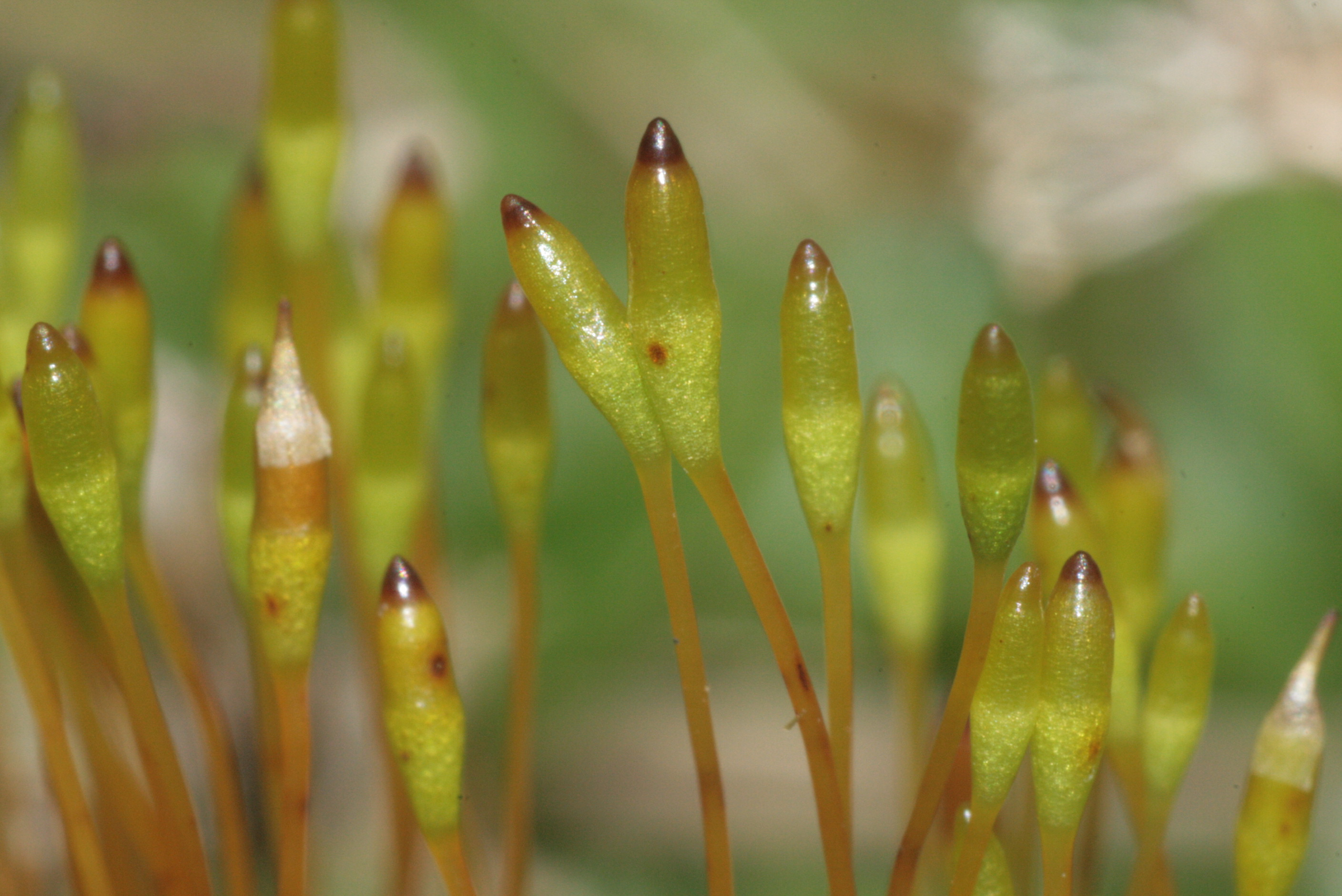